# Дубьё (Калужская область)
Дубьё — деревня в Мосальском районе Калужской области России. Входит в состав сельского поселения «Деревня Воронино». Малая родина Героя Советского Союза М. Я. Земскова.

## География
Деревня находится на юго-западе региона, на реке Дубенка, на расстоянии 82 километров от Калуги и 223 километров от Москвы.
Абсолютная высота 206 метров над уровнем моря.

### Климат
Климат умеренно континентальный с четко выраженными сезонами года. Характеризуется теплым летом, умеренно холодной с устойчивым снежным покровом зимой и хорошо выраженными, но менее длительными переходными периодами — весной и осенью. Основные климатические характеристики и их изменение определяются влиянием общих и местных факторов: солнечной радиации, циркуляции атмосферы и подстилающей поверхности.

## Население
| 2002 | 2010 |
| ---- | ---- |
| 14   | ↘10  |

### Гендерный состав
По данным Всероссийской переписи населения 2010 года в гендерной структуре населения мужчины и женщины составляли поровну по 50 %.

### Национальный состав
Согласно результатам переписи 2002 года, в национальной структуре населения русские составляли 100 %.

## Известные уроженцы, жители
17 июля 1915 года в деревне Дубьё родился Михаил Яковлевич Земсков (1915—1944) — участник советско-финской и Великой Отечественной войн (в годы Великой Отечественной войны — командир батальона 102-го гвардейского стрелкового полка 35-й гвардейской стрелковой дивизии 8-й гвардейской армии 1-го Белорусского фронта), Герой Советского Союза (1945, посмертно), гвардии майор.

## Инфраструктура
Личное подсобное хозяйство.

## Транспорт
Деревня доступна по просёлочной дороге.